# Château d'Amhuinnsuidhe
Le château d'Amhuinnsuidhe, en anglais Amhuinnsuidhe Castle, est un manoir de style baronial écossais situé sur l'île d'Harris. Dessiné par l'architecte David Bryce, le château est construit en 1865 pour Charles Murray, 7th Earl of Dunmore.